# Hemicycliophora thienemanni
Hemicycliophora thienemanni is een rondwormensoort. De wetenschappelijke naam van de soort is voor het eerst geldig gepubliceerd in 1925 door Schneider.